# Mordella sumatrana
Mordella sumatrana là một loài bọ cánh cứng trong họ Mordellidae. Loài này is voor het eerst wetenschappelijk beschreven bởi Píc.